# .mobi
.mobi este un domeniu de internet de nivel superior, pentru situri ce deservesc instrumente mobile (GTLD).